# Adolf I av Holstein
Adolf I av Holstein, död 13 november 1131, var den första greven av Schauenburg från 1106 och den andra greven av Holstein från 1111. Han var ett viktigt bidragade till koloniseringen och germaniseringen av länderna norr om Elbe.

## Biografi
Adolf I kan vara identisk med den Adolf som 1096 nämns i en urkund av biskopen av Minden, men det kan också vara fadern med samma namn.
Adolf I förvärvade Osterburg och anlade borgen Schauenburg på Nesselberg. Från 1106 anförtroddes han militäriska och organisatoriska uppgifter i Holstein av hertig Lothar av Sachsen, och 1111 blev han genom Lothars försorg greve av Holstein-Wagrien-Stormarn. Kärnan i detta grevskap vid tyska gränsen utgjordes av områdena norr och öster om Hamburg.
Adolf förde ständiga krig mot Danmark och mot de slaviska stammarna, hade ett nära samarbete med furst Henrik av Mecklenburg, gynnade den tyska kolonisationen i sina områden och var ett troget stöd till tyske kungen.
Adolf avled enligt Chronicon Holtzatiæ 1131, efter den 13 november, och begravdes i Minden.

## Äktenskap och barn
Adolf I gifte sig den 8 februari, dock okänt vilket år, med Hildewa. Paret fick följande barn:
1. Hartung, stupade i slaget vid Kulm i Böhmen 18 februari 1126
2. Adolf II av Holstein (stupad 1164), greve av Holstein